# Elkins (Arkansas)
Elkins é uma cidade localizada no estado americano de Arkansas, no Condado de Washington.

## Demografia
Segundo o censo americano de 2000, a sua população era de 1251 habitantes.
Em 2006, foi estimada uma população de 2267, um aumento de 1016 (81.2%).

## Geografia
De acordo com o United States Census Bureau, a localidade tem uma área de 6,8 km², sem área coberta por água. Elkins localiza-se a aproximadamente 456 m acima do nível do mar.

## Localidades na vizinhança
O diagrama seguinte representa as localidades num raio de 20 km ao redor de Elkins.